# Pontonbrücke

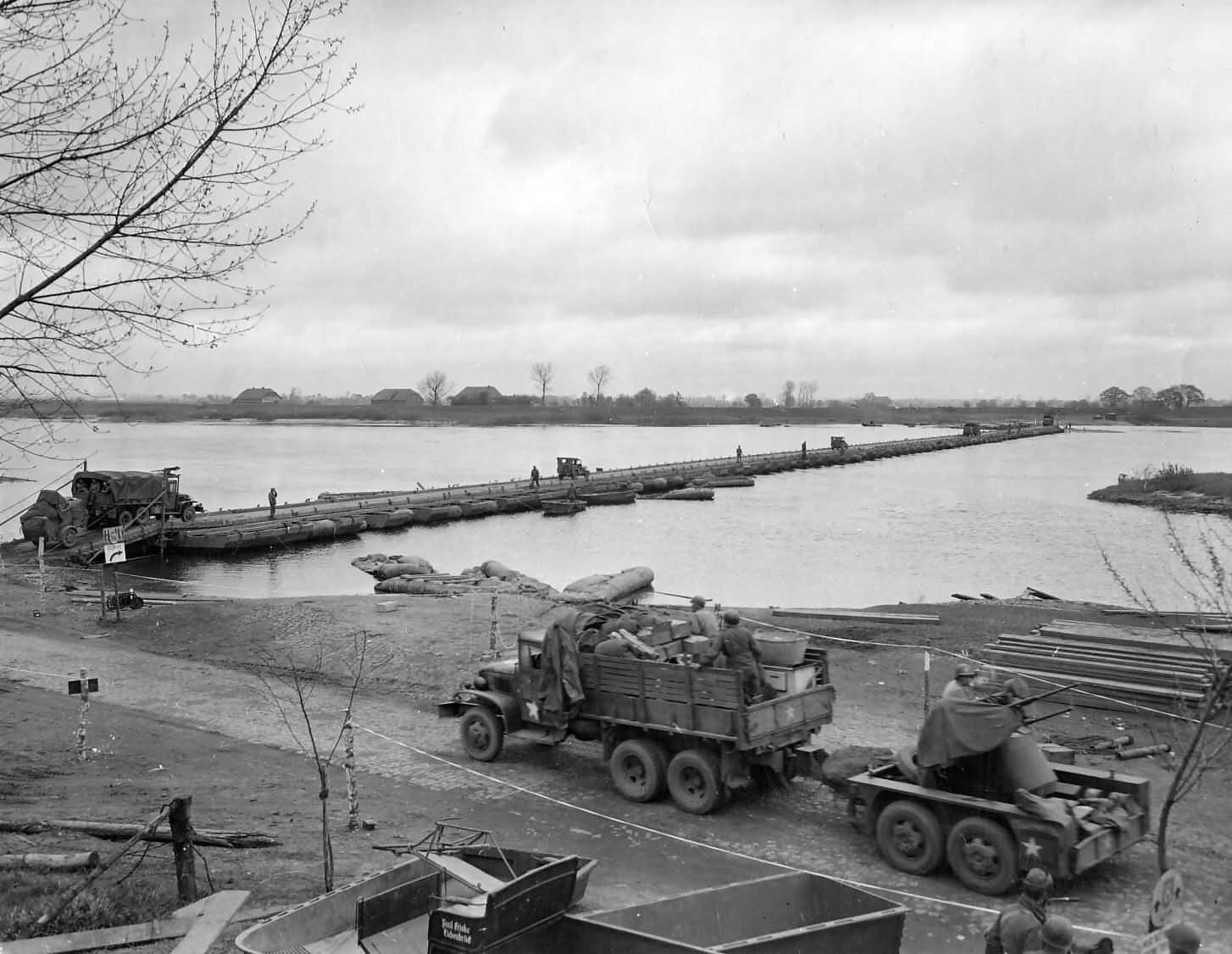
Pontonbrücke bei Bleckede (1945)

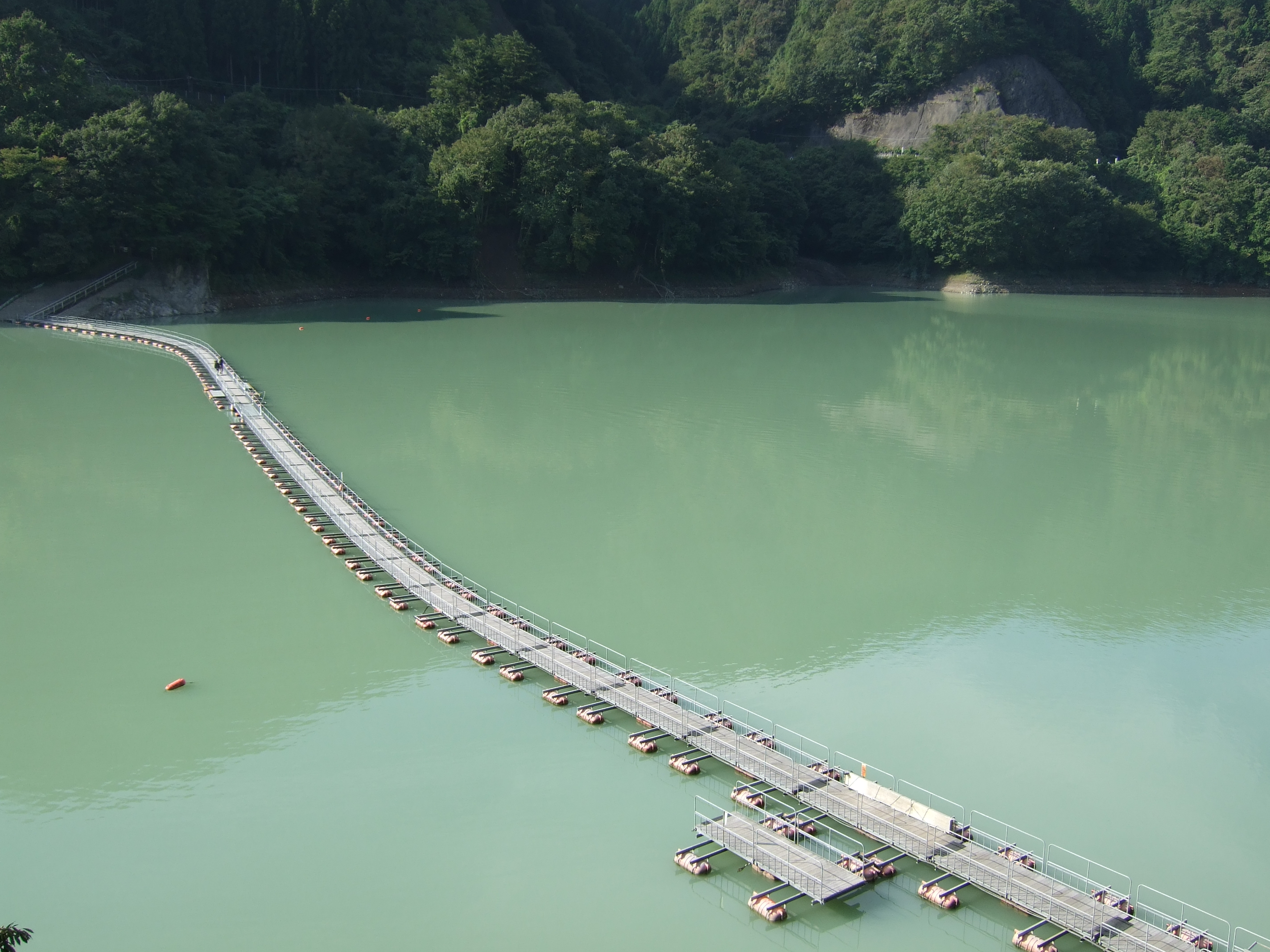
Fußgänger-Pontonbrücke über den Okutama-See, Japan

Eine Pontonbrücke (auch Schiffbrücke oder Schwimmbrücke) besteht aus einer Reihe von auf einem Gewässer schwimmenden Pontons, Schiffen, Booten oder anderen Schwimmkörpern, auf die ein Steg, eine Brückenfahrbahn oder in seltenen Fällen ein Gleis montiert ist.

## Beschreibung der Pontonbrücke

### Einsatzarten
Da eine Pontonbrücke keine Fundamente, Brückenpfeiler oder Widerlager benötigt, kann sie meist schneller und billiger errichtet werden als eine feste Brücke. Sie kann auch da gebaut werden, wo eine große Wassertiefe oder die geringe Tragfähigkeit des Untergrundes eine feste Brücke nicht oder nur mit unverhältnismäßig großem Aufwand zulassen würden.
Es gibt deshalb typischerweise drei Einsatzarten von Pontonbrücken:
- für einen kurzfristigen Zweck, typischerweise als Teil einer militärischen Truppenbewegung;
- als behelfsmäßiger Ersatz einer zerstörten festen Brücke, typischerweise als Kriegsfolge.
- dauerhaft, aus konstruktiven, aus Kostengründen oder um die Brücke wegfahren zu können (z. B. Königin-Emma-Brücke);

Pontonbrücken können als Fußgänger-, ein- oder mehrspurige Straßen- und auch als Eisenbahnbrücken ausgestaltet sein.

### Arten, Größenordnungen, Materialien

#### Einfache Pontonbrücken

Bradley-Schützenpanzer verlässt Pontonbrücke im Irak

Pontonbrücken können im einfachsten Fall aus einer Reihe miteinander verbundener schwimmender Plastikelemente bestehen, die einen Badesteg oder den Steg um einen offenen Swimmingpool am Meer bilden.

Häufig bestehen Pontonbrücken aus einer Reihe verschlossener Metallfässer oder -kästen, auf die ein geländerloser Steg montiert ist, der zum Beispiel in einer Marina den Zugang zu den Booten erlaubt und sich gemeinsam mit diesen entsprechend dem Wasserstand hebt und senkt. Bei kleinen Fußgängerbrücken ist an dem Steg ein aus einem Seil oder dünnen Metallstäben bestehendes Geländer montiert.

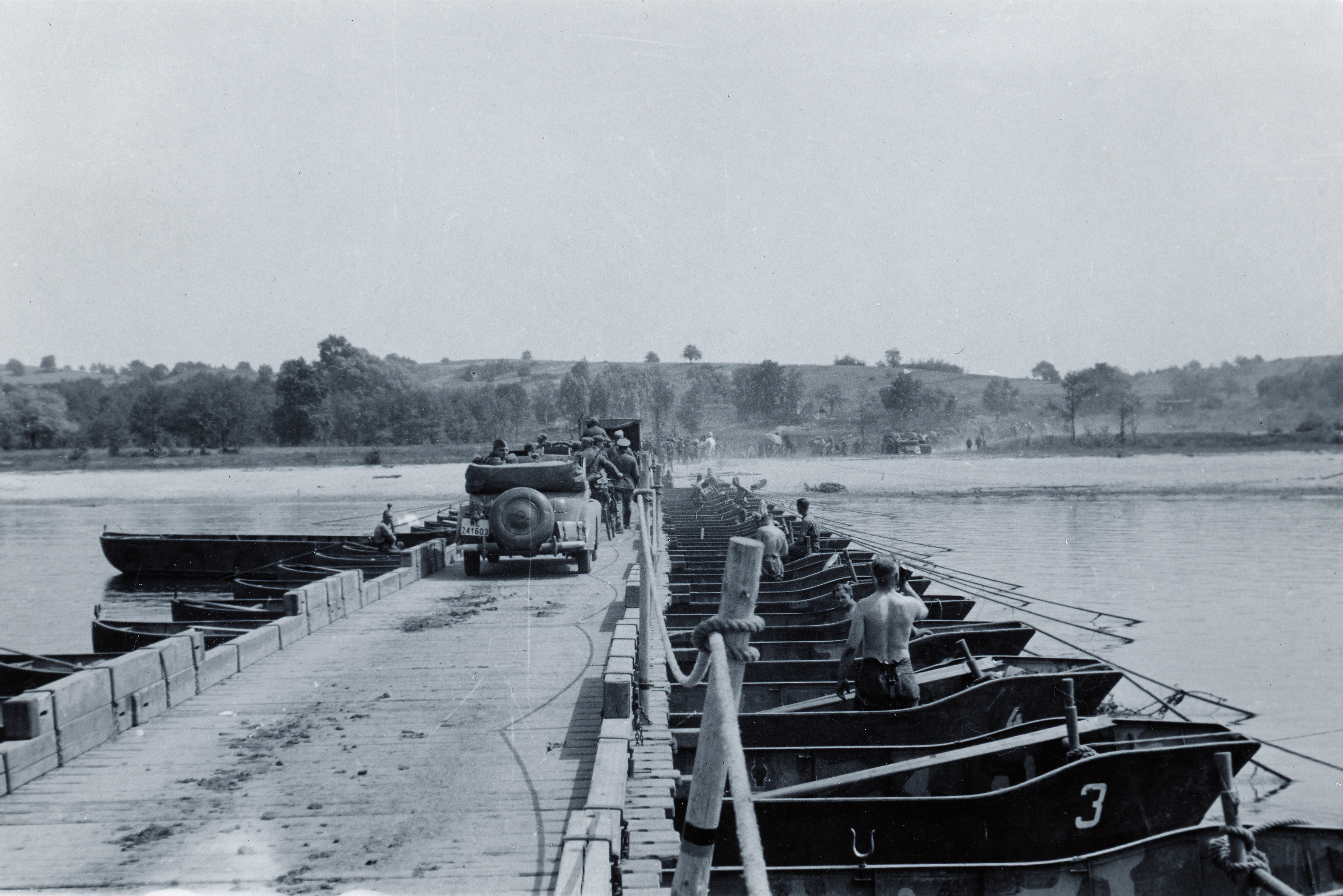
Überquerung des Bug mit militärischer Schwimmbrücke am 22. Juni 1941

#### Militärische Pontonbrücken zur Truppenbewegung in Kriegen
Für den Einsatz beim Militär, insbesondere zum Übersetzen über Flüsse und Kanäle, gibt es standardisierte transportable Pontons, die eine Fahrbahn aus Metallplanken oder Holzbohlen haben. Die Pontons können geschlossene Metallkörper oder flache, stapelbare Schiffsrümpfe oder auch strapazierbare Schlauchboote sein. Die einzelnen Elemente sind so konstruiert und aufeinander abgestimmt, dass sie leicht und schnell auf- und abgebaut werden können, aber dennoch die geforderte Tragfähigkeit, z. B. für Panzer, haben. Militärische Pontonbrücken haben aus Gewichtsgründen nur eine geringe Höhe über der Wasseroberfläche und kurze Abstände zwischen den Pontons.
Bei der Katastrophenhilfe werden ähnliche Brücken verwendet.

#### Dauerhafte Pontonbrücken
Frühere, dauerhaft angelegte Brücken über größere Flüsse bestanden typischerweise aus hölzernen Schiffen oder Booten, die mit Holzbohlen verbunden waren. Darauf war eine Fahrbahn aus Brettern sowie zu beiden Seiten ein hölzernes Geländer befestigt.
Heutige zivile Pontonbrücken bestehen oft aus stählernen Pontons und Fahrbahnträgern, sind meist höher als militärische Brücken, um vor Wellen und Gischt geschützt zu sein, und haben Geländer, Leitplanken und ähnliche, von festen Brücken bekannte Einrichtungen.
Die moderne zweispurige Nordhordlandsbrua in Norwegen hat zehn Pontons in Abständen von je 113,25 m, auf denen eine 5,50 m hohe Stahlkastenträgerbrücke liegt, die sich ihrerseits wiederum 5,50 m über dem Wasserspiegel befindet. Auf einem Ende dieses Brückenabschnitts ist eine Rampe montiert, die die Fahrbahnen zu der anschließenden Schrägseilbrücke in mehr als 30 m Höhe hinaufführt.
Während kurze Pontonbrücken nur wenige Meter lang sind, war die Governor Albert D. Rosellini Bridge 2310 m lang und galt damit als längste existierende Pontonbrücke.
Große, schwimmende Straßenbrücken mit mehreren Fahrbahnen liegen auf Hohlkörpern aus Stahlbeton, die die Ausmaße eines Gebäudes haben und 11.000 Tonnen wiegen können. Die Fahrbahnen samt Geländer, Leitplanken und Lichtmasten unterscheiden sich dabei in nichts von den Fahrbahnen fester Brücken.

### Verankerung
Typischerweise wird jeder Ponton an beiden Enden mit Ankern in seiner Position fixiert. Damit ist eine weitgehend gerade verlaufende Brücke möglich. Ist das Gewässer jedoch so tief, dass eine Verankerung nicht mehr sinnvoll möglich ist, werden nur die äußeren Pontons am jeweiligen Ufer befestigt. Die mittleren Pontons werden lediglich miteinander verbunden und schwimmen frei beweglich im Wasser. In diesem Fall bilden die Pontons zwischen den Ufern eine durch die Strömung oder den Wind bedingte lange, bogenförmige Linie.

### Wechselnde Höhenlage
Die schwimmende Brücke hebt und senkt sich naturgemäß mit der Veränderung des Wasserspiegels. Ein steigender Wasserspiegel hat bei schrägen Uferböschungen eine Vergrößerung des Abstands zwischen den Ufern zur Folge. Andererseits verändert sich der Höhenunterschied zwischen der Straße am Ufer und der Brücke. Deshalb sind besondere Vorkehrungen zu treffen, um die Länge der Brücke anzupassen und den geänderten Höhenunterschied durch Rampen oder Ähnliches auszugleichen. Gelegentlich werden Brückensegmente vorgehalten, die beim Anstieg des Flusses zur Verlängerung der Brücke eingeschwommen werden.
Da Eisenbahnen nur geringe Steigungen überwinden können, kommen Pontonbrücken über Gewässer mit stark schwankenden Wasserspiegeln für sie regelmäßig nicht in Frage.

### Sperrung des Gewässers

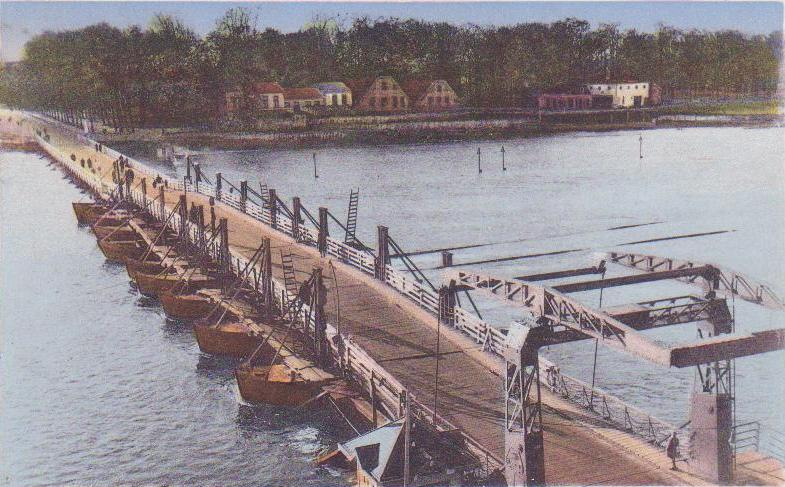
Schiffbrücke mit Klappbrücke in Deventer, Niederlande, ca. 1910

Pontonbrücken ohne besondere Vorkehrungen sperren das Gewässer nicht nur für den Schiffsverkehr, sondern auch für von Flüssen angeschwemmte Bäume, Sträucher und Unrat. Bei nur kurzfristig verwendeten militärischen Brücken muss darauf oft keine Rücksicht genommen werden, wohl aber bei längerfristig eingesetzten Brücken auf schiffbaren Gewässern.
Bei diesen werden deshalb häufig erhöhte Abschnitte als Durchlässe eingebaut. Um den Schiffsverkehr passieren zu lassen, wird in den Niederlanden auch öfter eine (schwimmende) Klappbrücke im Zuge der Pontonbrücke eingebaut. In anderen Fällen wird ein Teil der Brücke abgetrennt und ausgeschwommen, um nach dem Passieren der Schiffe wieder eingebaut zu werden. Manchmal wird auch die Brücke als Ganzes oder ein großer Teil zum Ufer hin geschwenkt und nach dem Passieren der Schiffe wieder in die ursprüngliche Lage zurückgezogen. Um diese umständlichen Verfahren zu vermeiden, wird die Pontonbrücke gelegentlich mit einer konventionellen Brücke mit größerer Durchfahrtshöhe kombiniert.

## Besondere Eigenschaften von Pontonbrücken
Verschiedene Besonderheiten treten bei Pontonbrücken auf. Bei Betreten eines kleinen Pontonstegs in einem Yachthafen oder Befahren einer Behelfsbrücke mit schwerem Fahrzeug ist deutlich merkbar: Die Pontonbrücke sinkt entsprechend der Last (und dem Auftrittstoß) lokal stärker ein und erzeugt damit den nötigen Mehr-Auftrieb. Eine für Fahrzeuge vorgesehene Brücke muss daher in Längsrichtung ausreichend steif konstruiert oder mit genügend dicht nebeneinanderliegenden Pontons versehen sein, um zu verhindern, dass einzelne Lasten zu sehr einsinken. Für Eisenbahnen sind Pontonbrücken deshalb selten geeignet, da die einsinkende Lokomotive ständig bergauf fahren muss und schnell an die Grenzen ihrer Steigfähigkeit gelangt, auch wenn am Ufer keine besonderen Steigungen vorkommen. Durch das Absinken der überfahrenen Pontons entsteht zudem eine Welle im Wasser, welche die folgenden Pontons anhebt und ab einer gewissen Geschwindigkeit können sich die vor schweren Fahrzeugen liegenden Brückenelemente zu einer Art Buckel erheben, was zu Schwingungen und zur Überanspruchung der Brücke führen kann.
Auf schmalen Behelfsbrücken werden zweispurige Fahrzeuge häufig durch vertiefte Fahrspuren in der Mitte der Fahrbahn geführt, da außermittige Belastungen Pontonbrücken seitlich kippen lassen. Mit Überlast wird ein Ponton vorübergehend untergetaucht. Reifen und andere Hohlräume eines Fahrzeugs erzeugen dann ebenfalls Auftrieb. Entsprechend reduziert sich die Haftung der Reifen auf der Fahrbahn und Strömungskräfte können das Fahrzeug seitlich verschieben. Wellen mit ausreichend großer Wellenlänge heben und senken kleinere Pontons.
Bei der Planung einer Pontonbrücke sind daher nicht nur das Eigengewicht der Brücke und das Gewicht der Nutzer zu berücksichtigen, sondern auch verschiedene dynamische Faktoren wie die Geschwindigkeit und der Abstand der Fahrzeuge sowie Lasten aus Strömung, Wind und Wellen.
Schäden können entstehen durch unvorhergesehenes Hochwasser, reißende Strömung, Sturm, starke Wellen, Eisgang, Treibgut und Kollisionen mit Schiffen.

## Geschichte
Größere Flüsse, die nicht auf einer Furt durchquert werden konnten, wurden schon mit Pontonbrücken überquert, als der Bau so großer fester Brücken noch nicht möglich war. Pontonbrücken lassen sich in Assyrien und in Babylonien bis ins 9. Jahrhundert v. Chr. zurückverfolgen. Auch in China wurden die ersten Pontonbrücken wohl im 9. oder 8. Jahrhundert v. Chr. gebaut.
Die Schiffbrücke über den Bosporus, die der persische Großkönig Dareios I. 513 v. Chr. anlässlich seines Feldzuges gegen die Skythen bauen ließ, ist die erste, über die Herodot berichtet. Aus Herodots schlichter Erwähnung, dass Dareios zur Vorbereitung seines Feldzuges nicht nur die Abordnung von Soldaten und Kriegsschiffen, sondern auch die Überbrückung des Bosporus anordnete, lässt sich ablesen, dass der Bau von Pontonbrücken zu dieser Zeit bereits routiniert beherrscht wurde, auch wenn eine Brücke über den mindestens 700 m breiten Bosporus mit seiner starken Strömung eine herausragende Leistung war.
Herodot schildert außerdem, dass Dareios I. bei diesem Feldzug auch die Donau auf einer Pontonbrücke überquert hat, wahrscheinlich bei Isaccea.
Die Schiffbrücken über den Hellespont, die heutigen Dardanellen, über die Xerxes I. 480 v. Chr. im 2. Perserkrieg nach Griechenland zog, werden von Herodot ausführlich beschrieben, obwohl bestimmte Details wenig glaubhaft erscheinen. Auch hier werden die Befehle zur Bereitstellung von Schiffen für die Brücken und zur Herstellung von Seilen nur unter den sonstigen Maßnahmen zur Vorbereitung des Feldzuges erwähnt.

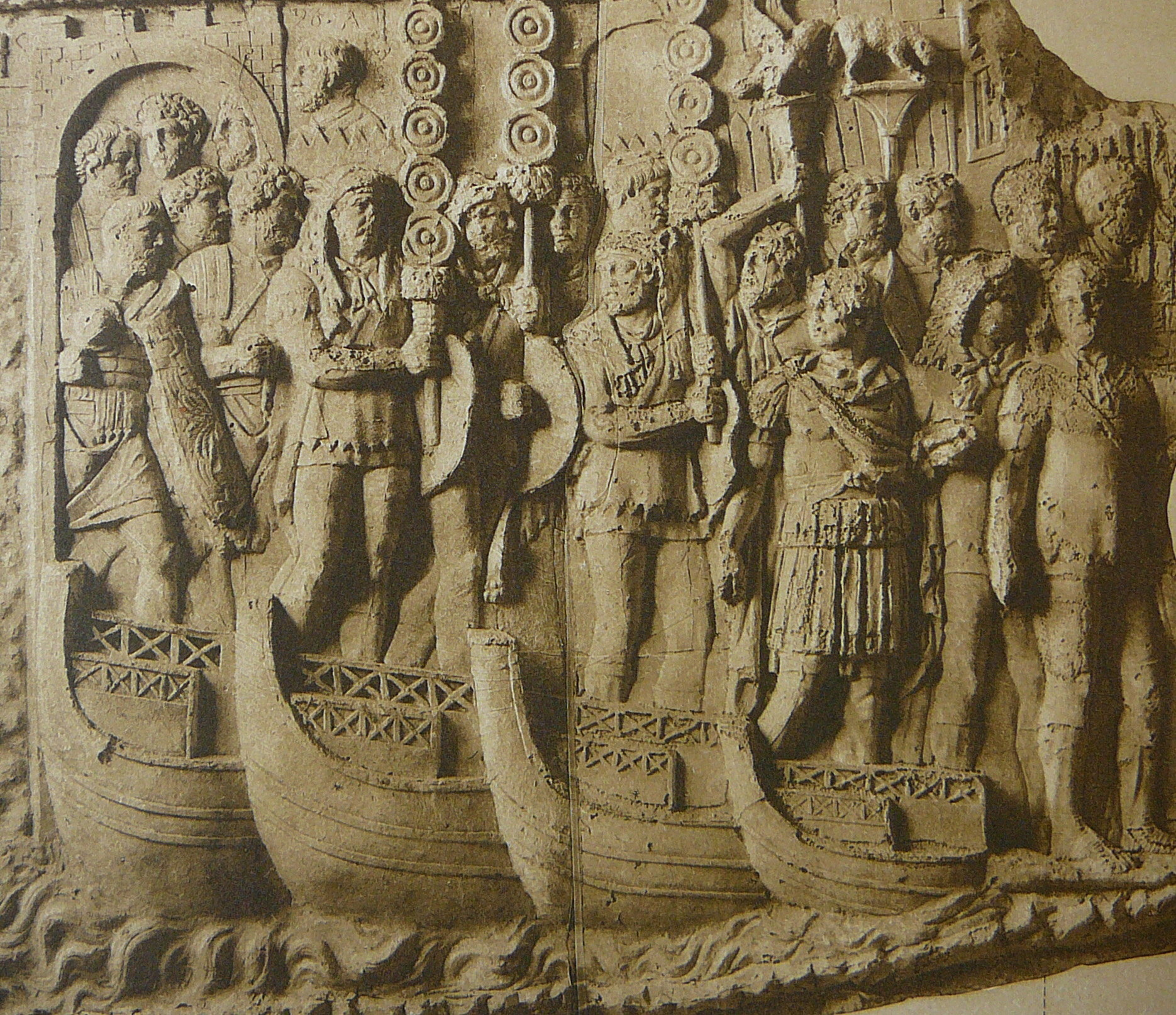
Römische Schiffbrücke

Alexander der Große überschritt den Hellespont im Mai 334 mit einer Armee aus etwa 35.000 Mann zwar mit Hilfe von Schiffen, hat aber im Verlauf seiner Feldzüge Schiffbrücken über einige Flüsse geschlagen. Hannibal ließ im Zweiten Punischen Krieg eine Schwimmbrücke über den Ticino bauen. Caesar ließ Schwimmkörper aus Weidenzweigen flechten und mit Tierhäuten überziehen, die leicht zu transportieren und schnell einsetzbar waren. In Arelate, dem heutigen Arles bauten die Römer eine 280 m lange Brücke über die Rhone, deren Mittelteil eine Pontonbrücke war. Auch in dem 11 v. Chr. gegründeten Mogontiacum (Mainz) gab es zunächst eine Pontonbrücke über den Rhein, bis sie kurz danach durch eine Holzbrücke nach Mainz-Kastell und 71 n. Chr. durch eine Steinpfeilerbrücke mit hölzernem Überbau ersetzt wurde. Von der Brücke über den Euphrat in Zeugma, der hellenistisch-römischen Stadt in der heutigen Türkei, sind zwar keinerlei Spuren gefunden worden, man nimmt jedoch an, dass es sich um eine steinerne Bogenbrücke mit einem Abschnitt als Pontonbrücke gehandelt habe.
Der römische Kaiser Caligula soll, so berichtet Sueton, bei Neapel eine Schiffbrücke über den Golf von Pozzuoli zwischen Puteoli, dem heutigen Pozzuoli, und dem gegenüberliegenden Baiae, heute Baia, gebaut haben, wohl um die Prophezeiung des Astrologen Thrasyllos Lügen zu strafen, Caligula könne eher über den Golf von Baiae reiten als Kaiser werden. Die Brücke habe aus zahlreichen Handelsschiffen bestanden, die in einer Doppelreihe verankert und mit einer Schicht Erde bedeckt worden seien, sodass eine der Via Appia ähnliche Straße entstanden sei. Caligula sei zwei Tage auf der Brücke hin- und hergeritten bzw. mit einem Wagen gefahren.
In den folgenden Jahrhunderten wurde es üblich, auf Feldzügen die Ausrüstung für Schwimmbrücken mitzuführen. Ammianus Marcellinus berichtet, dass Kaiser Julian auf seinem Persienfeldzug ebenfalls mit Schwimmkörpern aus Flechtwerk und Tierhäuten mehrere Flüsse überquerte und auch sein Gegner, der Sassanidenkönig Schapur II. eine Brücke über den Tigris legte. Der oströmische Kaiser Justinian (527–565) ließ die Sangariusbrücke über den Fluss Sangarius (modern: Sakarya) in der heutigen Türkei bauen, nachdem die dortige Pontonbrücke immer wieder von reißenden Fluten zerstört wurde.
Von dem byzantinischen Kaiser Alexios I. Komnenos wird berichtet, dass er bei seinen Kämpfen mit den Petschenegen um 1089 den Bau einer Schiffbrücke befohlen habe. Auch die Deutschen haben öfter Schiffbrücken benutzt. Unter Kaiser Friedrich I. war es üblich geworden, dass die Kaiser auf dem Wege zur Krönung in Rom die Etsch nicht in Verona, sondern über eine Schiffbrücke außerhalb der Stadtmauern überquerten.
In den folgenden Jahrhunderten konnten die zu dieser Zeit meist kleineren Heere genügend Boote finden, um Flüsse auch ohne Brücken zu überqueren. Erst im Spanisch-Niederländischen Krieg in den flussreichen Niederlanden wurden für die größer gewordenen Heere wieder Schiffbrücken nötig, so die von den Spaniern 1579 über die Roer (deutsch:Rur) gebaute Schiffbrücke, der eine Floßbrücke über die Maas folgte. Alexander von Parma (Alessandro Farnese) ließ mehrere Schiff- und Floßbrücken bauen, so bei der Belagerung von Maastricht, Gent und insbesondere die bei der Belagerung von Antwerpen (1584–1585) über die Schelde gebaute Schiffbrücke, die nicht zur Überbrückung des Flusses gedacht war, sondern den Belagerungsring schließen und den Nachschub für Antwerpen abschneiden sollte.
Im Dreißigjährigen Krieg war der Bau von Schiffs- und Pontonbrücken bereits zur Routine geworden. Alle größeren Flüsse wurden – häufig mehrmals – von den verschiedenen Heeren auf diese Weise überschritten. Die Brücken bestanden aus verbundenen Lastkähnen, die mit Bohlen belegt wurden. Das ermöglichte einen stabilen Übergang auch für die damalige Artillerie. Zum Transport wurden die Brücken komplett zerlegt und auf 60 bis 80 Wägen mit dem Heer mitgeführt. Das erforderte viele Pferde und einen hohen logistischen Aufwand, besonders dann wenn – wie bei der Belagerung von Regensburg – zwei Schiffsbrücken erforderlich waren, um die Stadt abzuriegeln.
Die Franzosen unter Ludwig XIV. führten 1672 eine wesentliche Neuerung ein. Die etwa fünf Meter langen Pontons bestanden nun aus Kupferblech, das auf einem hölzernen Gerippe befestigt war, und waren dadurch wesentlich leichter als die Holzboote. Sie wurden samt den dazugehörigen standardisierten Balken und Brettern auf speziellen Pferdefuhrwerken befördert. Zur Überquerung größerer Flüsse wie dem Rhein wurden jedoch weiterhin vorzugsweise Schiffsbrücken verwendet; bei den kaiserlichen Heeren wurden die Blechpontons erst wesentlich später und zögerlich eingeführt. Für den Transport von Geschützen über große Flüsse wurden von den Franzosen bald darauf größere und tragfähigere Pontons eingeführt. Die Brücken erreichten teilweise beachtlich Längen, so bauten die Franzosen 1734 zwei Brücken mit je 169 Schiffen über den Po und die Russen 1737 eine Brücke mit 128 Schiffen über den Dniepr. Anfang des 18. Jahrhunderts führten die Chursachsen vollverschlossene Pontons aus Eisenblech ein, deren Innenraum mehrfach abgeschottet war. 1746 wurden längere und schmalere Pontons eingeführt, die zwischen die Räder des Fuhrwerks passten, wodurch dessen Schwerpunkt deutlich tiefer lag und so auch die häufigen Transportschäden reduziert wurden. Weitere Verbesserungen betrafen eine Vielzahl kleinerer Teile sowie die Verbesserung der Fahreigenschaften der Fuhrwerke.
Im 18. und 19. Jahrhundert wurden zahlreiche dauerhafte Schiffbrücken über breite und tiefe Flüsse angelegt, die zum großen Teil solange bestanden, bis es möglich wurde, mit großen Stahlfachwerkbrücken auch solche Flüsse zu überqueren und gleichzeitig die gestiegenen Verkehrslasten zu bewältigen. Dabei spielte nicht nur der über die Brücke führende Verkehr eine Rolle, sondern auch die Tatsache, dass Pontonbrücken die Schifffahrt auf dem Fluss selbst behinderten. Für zivile Pontonbrücken blieben dann nur noch bestimmte Einsatzbereiche, vorwiegend bei der Überquerung von Meeresarmen wie im Bereich von Seattle und bei der Überquerung von im Winter zufrierenden Flüssen wie in Sibirien, wo das geringe Verkehrsaufkommen noch keine sehr aufwendig zu bauenden festen Brücken erfordert.
Die erste Eisenbahn-Pontonbrücke Deutschlands und Europas wurde am 8. Mai 1865 zwischen Karlsruhe-Maxau (Großherzogtum Baden) und Maximiliansau (bayerische Pfalz) eingeweiht, sie bestand bis 1938 (siehe Rheinbrücken Maxau).
Die militärischen Pontonbrücken wurden weiterentwickelt und bestehen inzwischen aus großen, aufklappbaren Stahlelementen, die von LKWs in wenigen Augenblicken zu Wasser gelassen und mit dem eigenen, eingebauten Antrieb in die richtige Position gefahren werden.

## Heutige Pontonbrücken

### Deutschland

Schwimmbrücke Rheindorf

- Meiningenbrücke zur Insel Zingst in Mecklenburg-Vorpommern; 1980 gebaute Behelfs-Straßenbrücke mit Klappbrücke neben der ehemaligen Eisenbahn-Drehbrücke
- Schiffbrücke Wuppermündung in Leverkusen; 1920 erstmals erbaut
- Schwimmbrücke Dahlhausen in Bochum und Hattingen, 89 m lang über die Ruhr. Ein Teil der Brücke ist für den Schiffsverkehr ausschwenkbar. Bei Hochwasser zeitweise gesperrt.
- Schwimmbrücke Holtey über die Ruhr; verbindet den Essener Stadtteil Horst mit Essen-Burgaltendorf und Essen-Überruhr
- Fußgängerbrücke über den Flückigersee in Freiburg im Breisgau
- Schwimmbrücke über die Fränkische Saale an der Roßmühle (bei km 17,1)
- Wiesbadenbrücke in Wilhelmshaven; 1969 gebaute schwimmende Kais
- Arno-Riedl-Brücke in Wetzlar über die Lahn; seit 1975 jährlich durch die Fachgruppe Brückenbau des Technischen Hilfswerks auf- und abgebaut.[12]
- Seebrücke zum Pegelturm Goitzschesee bei Bitterfeld; 190 m lang, 1999–2000 erbaut, wurde durch den Orkan Kyrill im Jahr 2007 zerstört, seit 2009 wieder geöffnet
- temporäre Pontonbrücke des THW von Breisach, Deutschland, nach Neubreisach, Frankreich, im Rahmen des Brückenschlagsprojekts des THW

### Belarus
- Pontonbrücke über den Sosch zwischen Korma und Volincy

### Curaçao
- Königin-Emma-Brücke in Willemstad

### Finnland
- eine Pontonbrücke, die bei Schiffsverkehr parallel zum Ufer verschwenkt wird, führt auf die Insel der Burg Olavinlinna

### Frankreich
- in Brest gibt es in der Marinebasis zwei zu öffnende Pontonbrücken über die Penfeld, die Pont Gueydon und die Pont Tréhouart.
- die Schiffsbrücke in Arles datiert in die römische Zeit.

### Guyana
- Demerara Harbour Bridge in Georgetown, 1851 m lang, zwei Fahrbahnen mit Gehwegen
- Berbice Bridge über den Berbice River bei New Amsterdam

### Italien
- temporäre Pontonbrücke in Venedig zum Redentore-Fest über den Canale della Giudecca zur Kirche Il Redentore beim erstmals 21. Mai 1577 gefeierten Dank-Fest zum Ende der Pest
- temporäre Pontonbrücke beim Venedig-Marathon über den Canal Grande an der Punta della Dogana, die eigens für diesen Lauf errichtet wird
- Schiffbrücke über den Ticino bei Bereguardo

### Japan
- Fußgänger-Pontonbrücke über den Okutama-See

### Kanada
- William R. Bennett Bridge über den Lake Okanagan zwischen Downtown Kelowna und Kelowna West, British Columbia

### Niederlande
- Noordhollandsch Kanaal in Nordholland von Amsterdam über Purmerend und Alkmaar nach Den Helder mit noch vier Schwimmbrücken

### Norwegen
- Nordhordlandsbrua bei Bergen, 1246 m lang, mit bogenförmigem Grundriss ohne Verankerung
- Bergsöysund-Brücke bei Kristiansund, 845 m lang, mit bogenförmigem Grundriss ohne Verankerung

### Österreich
- Walulisobrücke und Ponte Cagrana in Wien, Fuß- und Radbrücken über die Neue Donau, bei Hochwasser und im Winter gesperrt

### Polen
- Pontonbrücke im Zuge der Woiwodschaftsstraße Droga wojewódzka 501 über die Martwa Wisła (Tote Weichsel) bei Gdańsk-Sobieszewo (Bohnsack)

### Rumänien
- Fußgängerbrücke in Arad (Rumänien) über den Mureș

### Russland
- Pontonbrücke in Golowkino (Nemonien), Oblast Kaliningrad, Pontonbrücke über den Nemonien zu den Siedlungen Malaja Matrossowka und Matrossowo
- drei Fußgängerbrücken in Kolomna, Oblast Moskau über die Moskwa
- Fußgängerbrücke in Konakowo, Oblast Twer über die Donkhovka
- Pontonbrücke in Osjory, Oblast Moskau, Russland über die Oka

Sibirien
- Pontonbrücke bei Tarko-Sale, einer Stadt im Autonomen Kreis der Jamal-Nenzen am Fluss Pjakupur, im Winter durch Eisstraße ersetzt
- Pontonbrücken über den Pur, einem in die Karasee mündenden Fluss in Westsibirien (es gibt nur Pontonbrücken über den Pur, z. B. bei Urengoi, im Winter werden sie durch Eisstraßen ersetzt)
- Pontonbrücke im Mittellauf des Aiwassedapur, des rechten Quellflusses des Pur, etwa 70 Kilometer südlich von Tarko-Sale oberhalb der Einmündung des Charampur, über die eine Straße zu den östlich des Aiwassedapur gelegenen Bohrarbeitercamps, wie Charampur und Wojenga führt
- Pontonbrücke bei Nadym im Autonomen Kreis der Jamal-Nenzen (Ob-Busen) über den Nadym (Fluss), die im Winter durch eine Eisstraße ersetzt wird
- Pontonbrücke bei Islutschinsk, Autonomer Kreis der Chanten und Mansen/Jugra über den Wach, möglicherweise durch die 2009 im Bau befindliche feste Brücke ersetzt

### Schweden

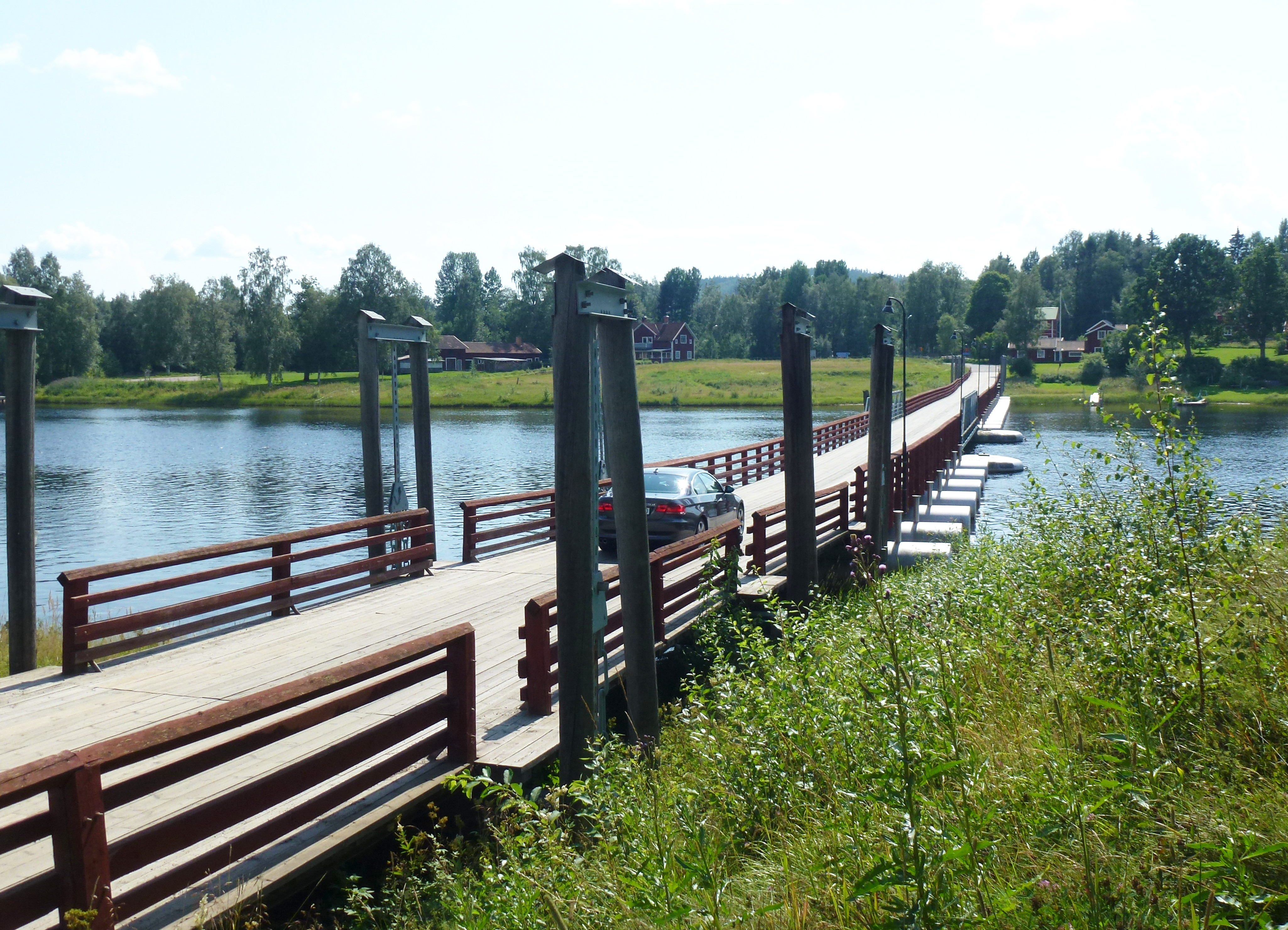
Schwimmbrücke über den Österdalälven in Gagnef

- Schwimmbrücke über den Österdalälven in Gagnef

### Syrien
- moderne Pontonbrücke über den Euphrat bei Zalabiya, einer ehemaligen Festung

### Vereinigte Arabische Emirate
- Floating Bridge über den Dubai Creek in Dubai, eine 2007 eröffnete sechsspurige Straßenbrücke, die durch eine zwölfspurige feste Brücke mit dem Spitznamen Dubai Smile abgelöst werden soll

### Vereinigtes Königreich

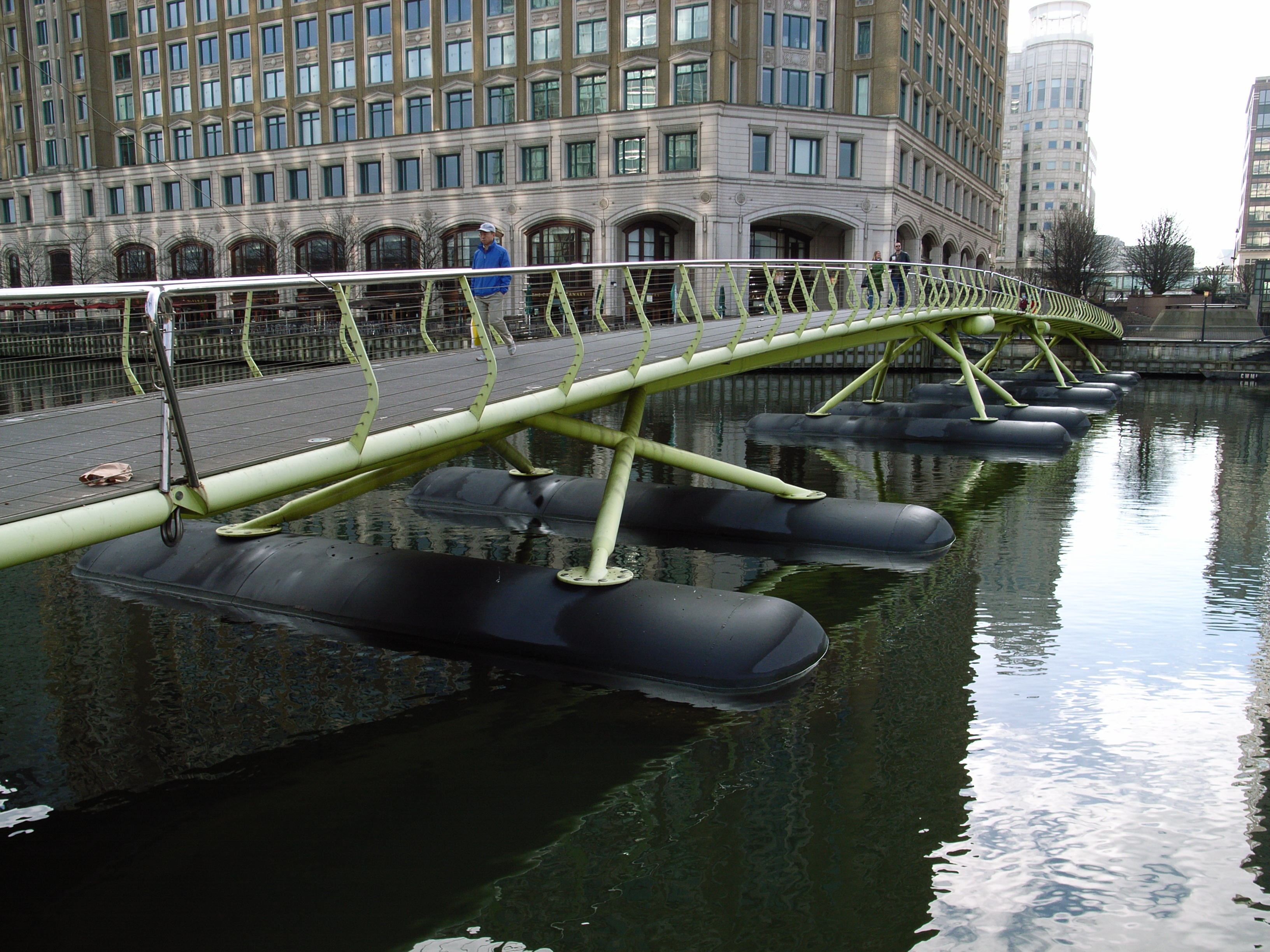
West India Quay Bridge

- West India Quay Bridge in London, Canary Wharf

### Vereinigte Staaten

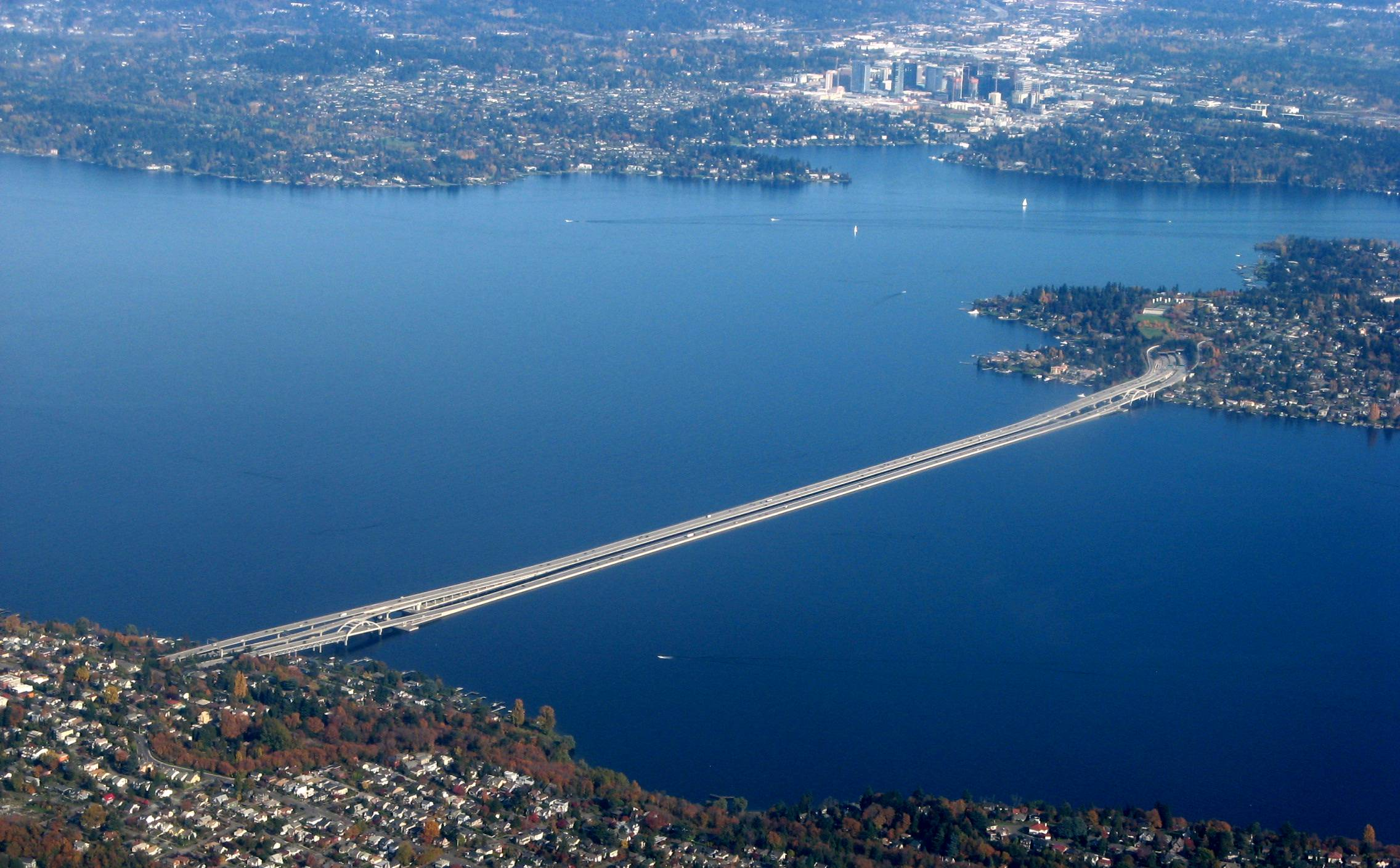
Homer M. Hadley Memorial Bridge und Lacey V. Murrow Memorial Bridge (vorn)

- Governor Albert D. Rosellini Bridge über den Lake Washington in Seattle, Washington, früher Evergreen Point Floating Bridge, 2300 m lang und damit die weltlängste Pontonbrücke, 2016 ersetzt durch die SR 520 Albert D. Rosellini Evergreen Point Floating Bridge
- Lacey V. Murrow Memorial Bridge, 2019 m lang, im Grundriss gerade und in Horizontalrichtung mit Ankern gehalten, sowie die parallel liegende
- Homer M. Hadley Memorial Bridge über den Lake Washington in Seattle, im Grundriss gerade und in Horizontalrichtung mit Ankern gehalten
- Hood Canal Bridge über den Hood Canal zwischen der Olympic-Halbinsel und der Kitsap-Halbinsel (Washington)
- Eastbank Esplanade in Portland (Oregon), Fußgängerbrücke am Willamette River
- Sunset Lake Floating Bridge in Brookfield, Vermont

### Volksrepublik China
- Guangji-Brücke (auch Xiangzi-Brücke) in Chaozhou, Guangdong über den Han Jiang, 1170 fertiggestellt, mit einem Teil als Pontonbrücke zur Öffnung für die Schifffahrt
- Dongjin-Brücke im Stadtgebiet Zhanggong der bezirksfreien Stadt Ganzhou, Provinz Jiangxi über den Gan Jiang (Gan-Fluss) im Norden der Stadt, mit einer Länge von 400 m und etwa 100 Booten, etwa 1000 Jahre alt
- eine weitere Pontonbrücke im Süden von Zhanggong mit einer Länge von etwa 300 m und 80 Booten

## Ehemalige dauerhafte Pontonbrücken

### Schiffbrücken über den Rhein

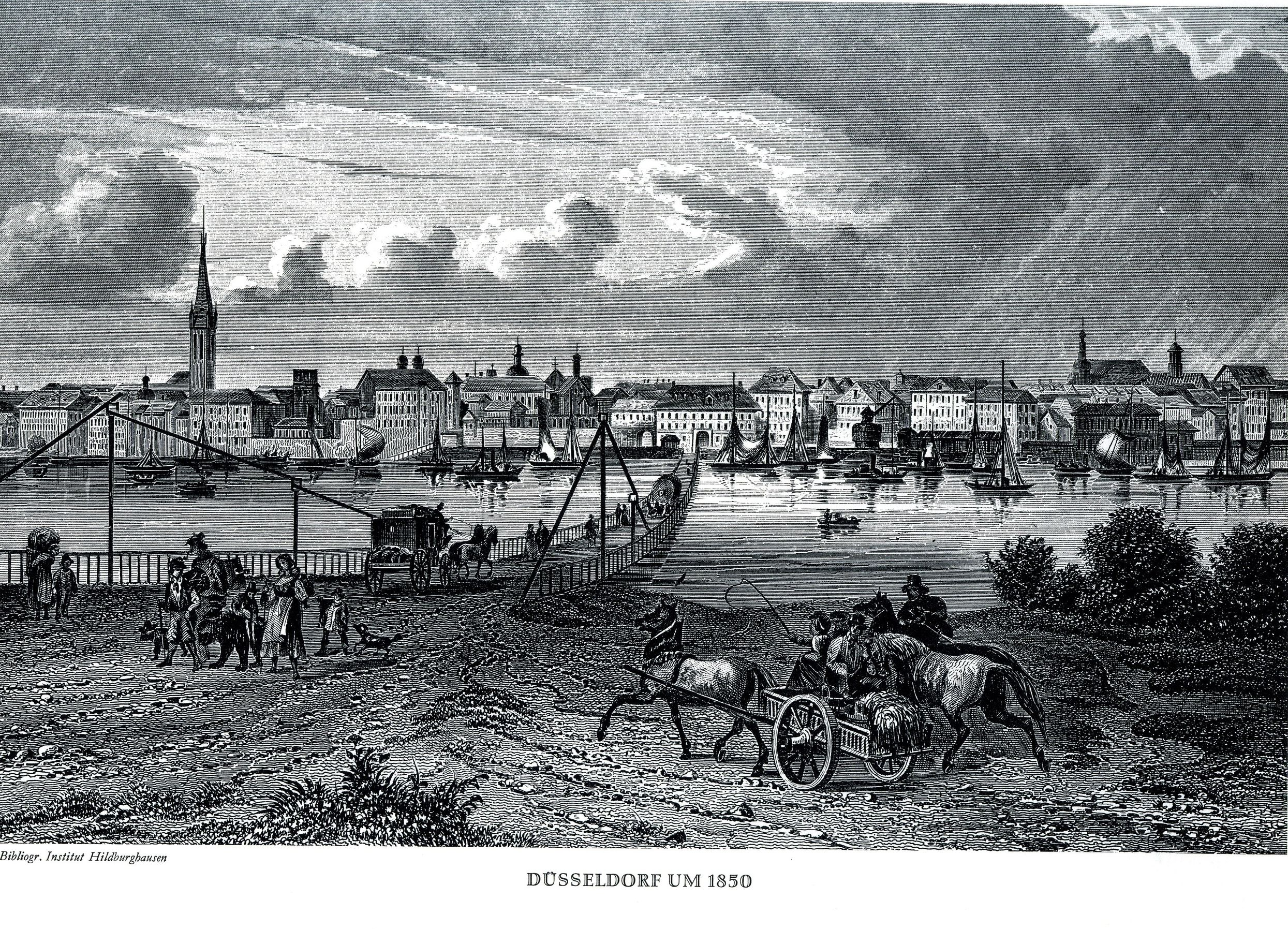
Schiffbrücke, Blick von der Rheinstation in Oberkassel auf Düsseldorf, Stich um 1850

Schiffbrücke in Coblenz um 1896

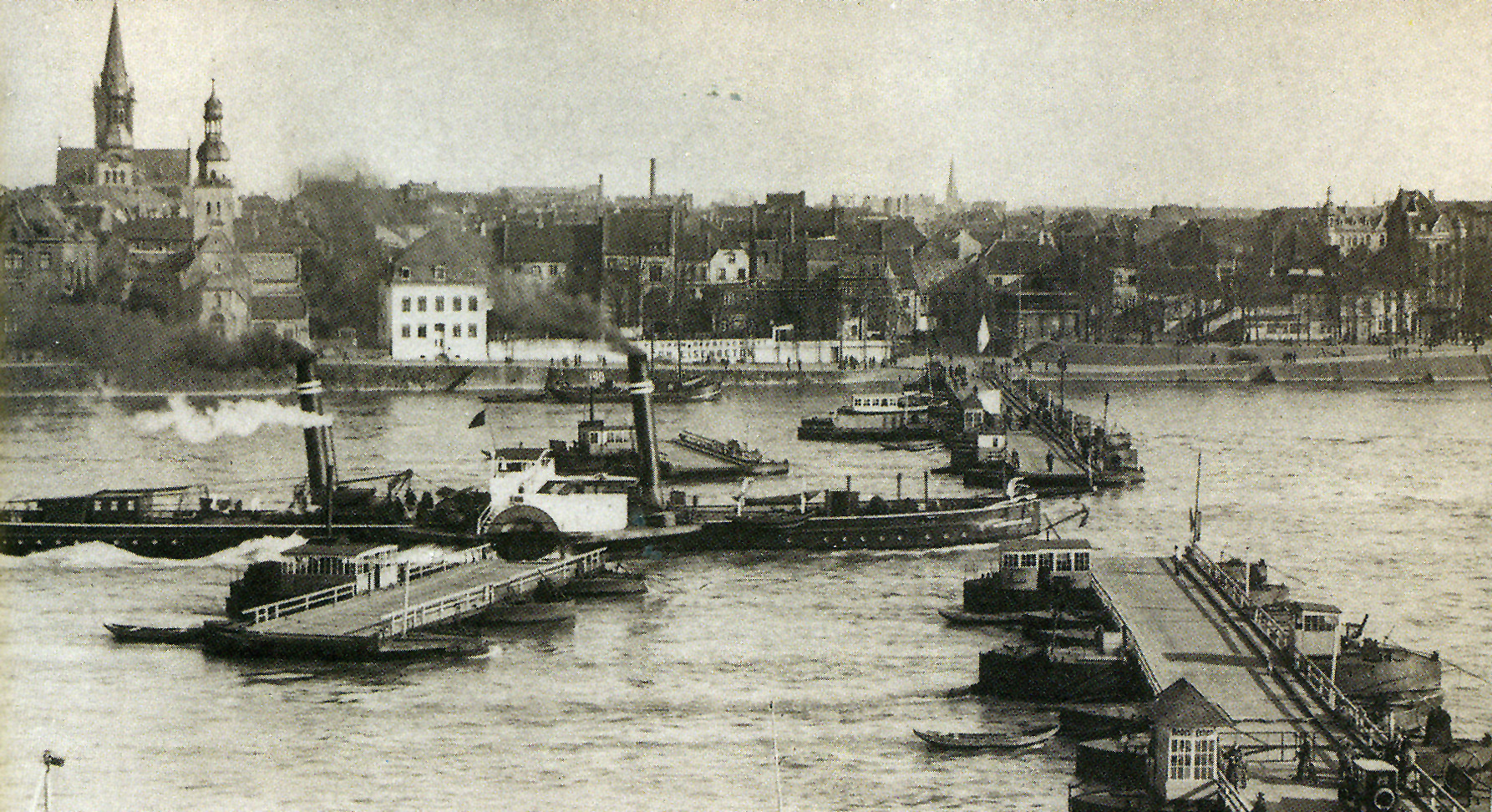
Mülheimer Schiffbrücke um 1888 (ehemalige Mainzer Schiffsbrücke), mit geöffnetem Mittelteil zur Schiffspassage

Im Jahr 1853 gab es am Rhein stromabwärts von Basel einige fliegende Brücken, Schiffbrücken und eine Dampf-Fähre. Es bestanden folgende Schiffbrücken:
- Schiffbrücke Kehl–Straßburg 1815–1897 an der Stelle der heutigen Europabrücke (Kehl)
- Schiffbrücke Maxau 1840–1938 an der Stelle der heutigen Rheinbrücke Maxau. Die Schiffbrücke wurde ab 1865 auch von der Eisenbahn genutzt
- Schiffbrücke Germersheim
- Schiffbrücke in Speyer 1866–1938
- Schiffbrücke Mannheim–Ludwigshafen auf eisernen Pontons, 1814–?
- Schiffbrücke Worms von 1855 bis mind. zur Fertigstellung der Ernst-Ludwig-Brücke im Jahr 1900
- Schiffsbrücke Mainz–Castel 1661–1885, diente danach als Mülheimer Schiffbrücke in Köln-Mülheim 1885/88–1926
- Schiffbrücke Koblenz 1819–1945
- Deutzer Schiffbrücke zwischen der Kölner Altstadt und Deutz, 1822–1915
- Schiffbrücke Düsseldorf, 1839
- Schiffbrücke Wesel
- Schiffbrücke Arnheim, am Nederrijn, 1603

Zur besseren verkehrlichen Anbindung des Elsass an das Großherzogtum Baden entstanden 1872/73 am Oberrhein im Abschnitt zwischen Weil am Rhein und Maxau neun Schiffbrücken. Die meisten Brücken existierten bis zum Ende des Zweiten Weltkriegs. Die Bauwerke für den Straßenverkehr verbanden damals
- Weil–Hünningen
- Neuenburg am Rhein–Eichwald
- Breisach–Neubreisach
- Sasbach–Marckolsheim
- Kappel–Rheinau
- Ottenheim–Gerstheim
- Freistett–Gambsheim
- Greffern–Drusenheim
- Plittersdorf–Selz

### Auswahl anderer ehemaliger Pontonbrücken

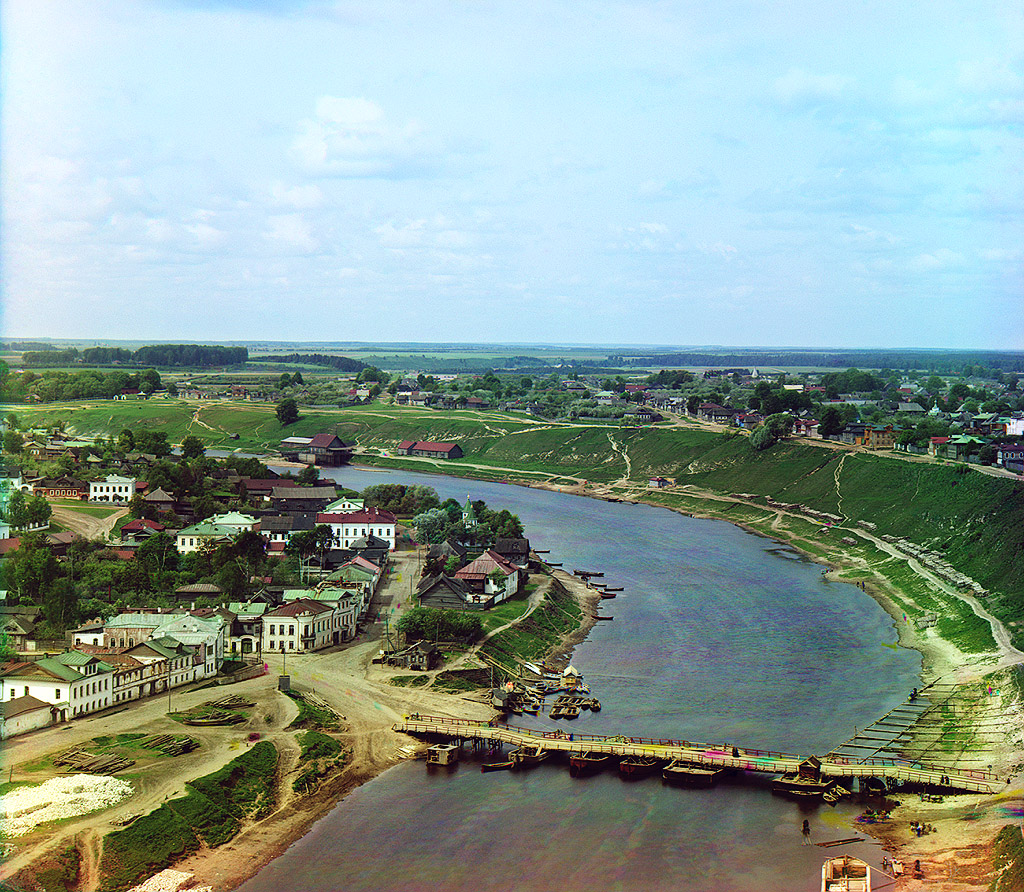
Rschew an der Wolga, Farbfoto von Sergei Mikhailovich Prokudin-Gorskii (zwischen 1904 und 1916)

- Bei Riga, damals Schweden, heute Lettland, ließ König Karl XII. von Schweden im Großen Nordischen Krieg 1701 eine Schiffbrücke über die Düna bauen, die danach – vielfach erneuert – als Floßbrücke und schließlich ab 1896 als eiserne Pontonbrücke die einzige Straßenbrücke der Stadt über den mehr als 500 m breiten Fluss war, im Winter abgebaut werden musste und erst 1957 durch eine feste Brücke ersetzt wurde
- Budapest, Ungarn: Pontonbrücke (1776–1849), die im Winter abgebaut werden musste; abgelöst durch die Kettenbrücke
- Schiffbrücke (1776–1907) von Tilsit über die Memel nach Pogegen, abgelöst durch die Königin-Luise-Brücke
- Pressburg: Schiffbrücke (1825–1891)
- Grenzübergang Hohenau an der March von Österreich in die Slowakei (1990er Jahre bis 2005)
- Tranebergsbron in Stockholm, Schweden (1850–1922 als Pontonbrücke)
- Pontonbrücke von Prairie du Chien, Wisconsin, USA, über den Mississippi nach Marquette, Iowa (1874–1961)[15]
- Galatabrücke in Istanbul, Türkei (1912–1992 als Pontonbrücke)
- Pontonbrücke in Lanzhou, Gansu, China über den Gelben Fluss, im Winter durch Eisgang gestört, 1909 durch Zhongshan-Brücke (Lanzhou) abgelöst, der ersten festen Brücke über den Gelben Fluss
- Pontonbrücke in Kalkutta, Indien über den Hugli (1874–1943), abgelöst durch Rabindra Setu (Howrah Bridge)
- Hobart Bridge in Hobart über den Derwent River (Tasmansee), zweispurige Beton-Pontonbrücke (1943–1964)

## Pontonbrücken nach Kriegszerstörung fester Brücken

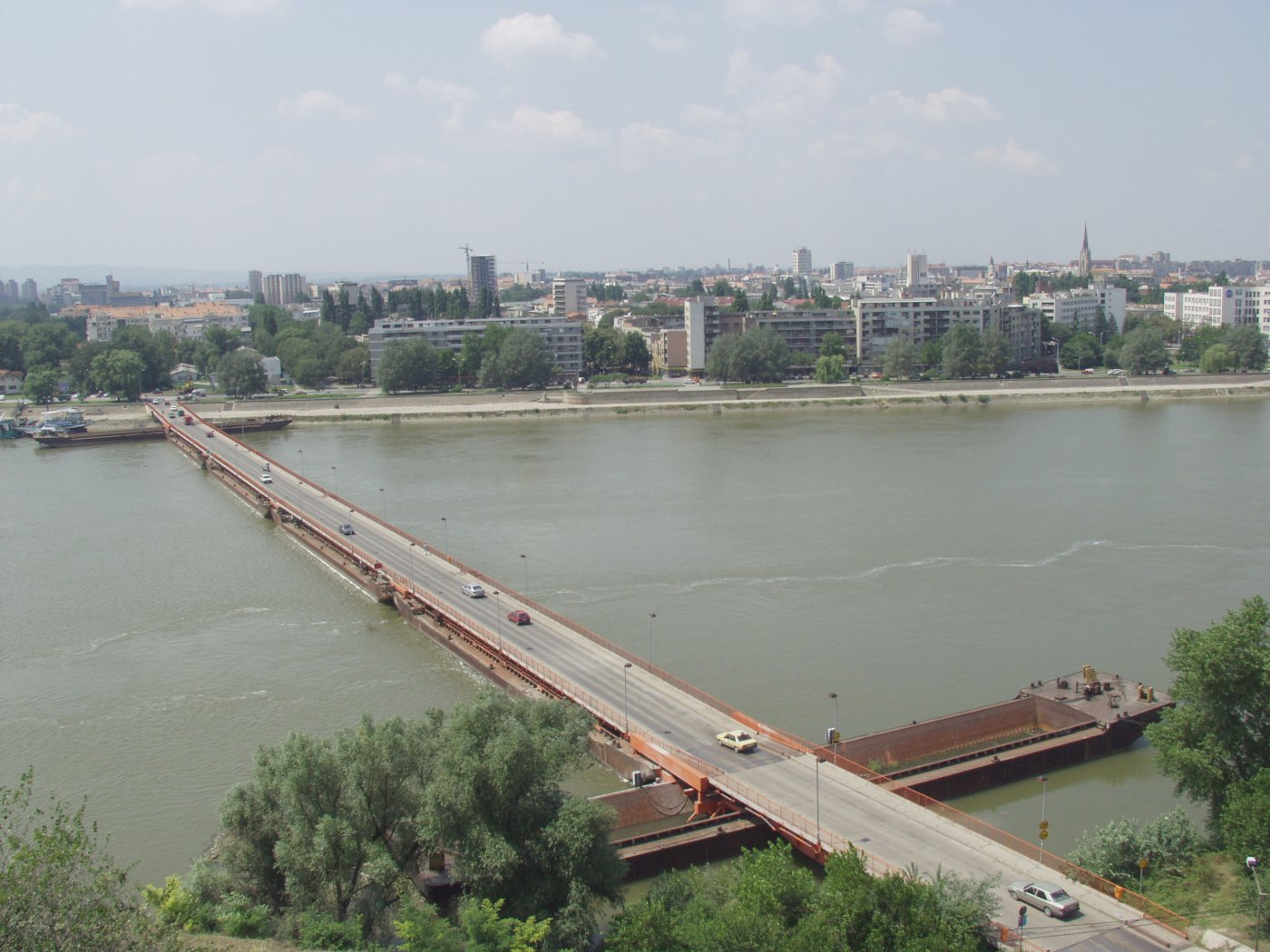
Pontonbrücke über die Donau, Novi Sad, Serbien

Neben im Zweiten Weltkrieg zerstörten Brücken wurden bis in die ersten Nachkriegsjahre an mehreren Stellen vorübergehend Pontonbrücken angelegt.
Bei Luftangriffen durch die NATO 1999 wurden die drei Donaubrücken der Stadt Novi Sad in Serbien zerstört. Bis zum Wiederaufbau der letzten Brücke im Jahr 2005 wurde eine Pontonbrücke eingesetzt, um das Verkehrsaufkommen zu bewältigen.